# Мокшеш
Мокшеш (пол. Mokrzesz) — село в Польщі, у гміні Мстув Ченстоховського повіту Сілезького воєводства.
Населення — 628 осіб (2011).
У 1975-1998 роках село належало до Ченстоховського воєводства.

## Демографія
Демографічна структура станом на 31 березня 2011 року:
|          | Загалом | Допрацездатний вік | Працездатний вік | Постпрацездатний вік |
| -------- | ------- | ------------------ | ---------------- | -------------------- |
| Чоловіки | 329     | 71                 | 225              | 33                   |
| Жінки    | 299     | 54                 | 171              | 74                   |
| Разом    | 628     | 125                | 396              | 107                  |